# Ignacy Rutkiewicz
Ignacy Rutkiewicz (ur. 15 kwietnia 1929 w Wilnie, zm. 22 marca 2010 we Wrocławiu) – polski dziennikarz związany z Wrocławiem, były redaktor naczelny „Odry”, były prezes Polskiej Agencji Prasowej.

## Życiorys

### Do 1990
Ukończył studia na wydziale filologicznym Uniwersytetu im. Adama Mickiewicza w Poznaniu. Należał do Stowarzyszenia „Pax”, które opuścił w ramach tzw. „frondy” w 1955. Debiutował jako dziennikarz w czasopiśmie Wrocławski Tygodnik Katolicki w 1953, w którym pracował do 1955. Następnie w latach 1956–1957 był dziennikarzem Polskiego Radia Wrocław. Od pierwszego numeru w 1958 należał do zespołu redakcyjnego „Więzi”, z którą współpracował następnie jako członek rady redakcyjnej. W latach 1961–1968 był radnym miasta Wrocławia. Od 1961 należał do redakcji „Odry”, równocześnie pracując jako dolnośląski korespondent Zachodniej Agencji Prasowej (1957–1966), a po jej likwidacji Polskiej Agencji Interpress (1967–1970).
Opublikował książki:
- Sprawy wielkiej rzeki (1961) – o potencjale ekonomicznym rzeki Odry,
- Archipelag nauki (1966) – o odbudowie życia naukowego we Wrocławiu po 1945 roku,
- Elektronika nad Odrą (1971) – o rozwoju polskiej informatyki[2],
- Wrocław wczoraj i dziś (1973).

W latach 70. pracę w „Odrze” łączył z pracą w „Dolnośląskim Przeglądzie Gospodarczym” (1970–1976). W listopadzie 1980 został wybrany członkiem zarządu Stowarzyszenia Dziennikarzy Polskich (SDP). W latach 1982–1990 był redaktorem naczelnym „Odry”. Za redagowanie tego pisma został uhonorowany Nagrodą im. Bolesława Prusa za 1989, przyznaną przez SDP oraz nagrodą miasta Wrocławia (1991 – którą przyznano całemu zespołowi redakcyjnym).

### Od 1990
We wrześniu 1990 Tadeusz Mazowiecki mianował go prezesem Polskiej Agencji Prasowej. Został odwołany z tej funkcji w lutym 1992, ale powrócił na swoje stanowisko we wrześniu 1992 i pracował na nim do 1994. W latach 1993–1995 był prezesem Stowarzyszenia Dziennikarzy Polskich.
W 2003 opublikował książkę Jak być przyzwoitym w mediach. Rady dla dziennikarzy telewizyjnych i nie tylko (ISBN  8391888401).